# Sofi Oksanen
Sofi Oksanen (Jyväskylä, 7 januari 1977) is een Finse schrijfster en publiciste.
Sofi Oksanen werd geboren en groeide op in Jyväskylä. Haar vader is een Finse elektricien, haar moeder een Estische ingenieur. 
Oksanen heeft tot nu toe zes romans en verschillende toneelstukken gepubliceerd. Haar eerste roman Een bundel haarspelden (Stalinin lehmät, lett. Stalins koeien) is sinds de verschijning in 2003 in ruim tien talen vertaald. De meeste vertalingen kwamen tot stand na de publicatie van haar derde en bekendste roman Zuivering (Puhdistus), een boek dat zij baseerde op haar gelijknamige toneelstuk. Met deze roman won ze in 2008 de Finlandiaprijs, in 2009 de Runebergprijs: zij was de eerste schrijfster die met een boek beide prijzen won en bovendien van beide prijzen de jongste winnares. In 2008 werd tevens de Kalevi Jäntti-prijs aan haar toegekend. In 2010 volgden de Literatuurprijs van de Noordse Raad en de Franse Prix du roman FNAC, waarbij voor het eerst een vertaald boek werd bekroond. Zuivering is in 37 talen vertaald, waaronder in 2009 het Nederlands. Het is daarmee na de Kalevala het meest vertaalde boek uit de Finse literatuur. In 2012 werd het bovendien verfilmd en tot een opera bewerkt.
Evenals Zuivering speelt haar vierde roman, Als de duiven verdwijnen (Kun kyyhkyset katosivat) zich af in Estland. Dit boek werd in 2013 in het Nederlands vertaald. De theaterversie die ze later van het boek maakte, ging eind 2013 in première.
Oksanen noemt zichzelf biseksueel en heeft eetstoornissen gehad. De laatste thematiek speelt in haar debuutroman Een bundel haarspelden, die in 2014 in het Nederlands verscheen, een grote rol.
Tijdens de Frankfurter Buchmesse van 2014, waar Finland gastland was, was Oksanen een van de sprekers bij de openingsceremonie.
Oksanen schreef het libretto van de vijfde opera van Kaija Saariaho, Innocence, die in 2021 op het festival van Aix-en-Provence in première ging.Het werk is geïnspireerd op schietpartijen die in 2007 en 2008 op enkele Finse scholen plaatsvonden.

### Romans
- Stalinin lehmät, WSOY, 2003 (Nederlands: Een bundel haarspelden, vert. Marja-Leena Hellings en Sophie Kuiper, 2014)
- Baby Jane, WSOY, 2005
- Puhdistus, WSOY, 2008 (Nederlands: Zuivering, vert. Marja-Leena Hellings, 2009)
- Kun kyyhkyset katosivat, Like, 2012 (Nederlands: Als de duiven verdwijnen, vert. Marja-Leena Hellings, 2013)
- Norma, Like, 2015 (Nederlands: Norma, vert. Sophie Kuiper, 2016)
- Koirapuisto, Like, 2019 (Nederlands: Het hondenpark, vert. Annemarie Raas, 2020)

### Toneelstukken
- Puhdistus, 2006
- High Heels Society, 2008
- Kertomuksia keittiöstä, 2009
- Kun kyyhkyset katosivat, 2013

- Bibsys: 6004470
- Biblioteca Nacional de España: XX5113016
- Bibliothèque nationale de France: cb162128514 (data)
- Catàleg d'autoritats de noms i títols de Catalunya: 981058523960706706
- CiNii: DA17539025
- Gemeinsame Normdatei: 136995640
- International Standard Name Identifier: 0000 0001 0965 2126
- Library of Congress Control Number: nb2007015525
- Nationale Bibliotheek van Letland: 000156748
- MusicBrainz: 09a6a938-cca5-458e-818c-478dfad0f968
- Bibliotheek van het Japanse parlement: 001100311
- Nationale Bibliotheek van Tsjechië: xx0117879
- Nationale Bibliotheek van Israël: 987007301938805171
- Nationale Bibliotheek van Polen: a0000003149030
- Nederlandse Thesaurus van Auteursnamen: 31779440X
- Istituto Centrale per il Catalogo Unico: UM1V026348
- LIBRIS: 334003
- Système universitaire de documentation: 142960888
- Virtual International Authority File: 38902928
- WorldCat: E39PBJqw6YpDWyM7GHx4yvF9Xd